# Джон Чарльз
Джон Чарльз (англ. John Charles, 27 грудня 1931, Свонсі — 21 лютого 2004, Вейкфілд) — валлійський футболіст, нападник. По завершенні ігрової кар'єри — футбольний тренер. Лауреат Ювілейної нагороди УЄФА як найвидатніший валлійський футболіст 50-річчя (1954—2003).
Був відомий за прізвиськом Ніжний велетень, оскільки за 25-річну футбольну кар'єру габаритний Чарльз не лише не заробив жодного вилучення з поля, але жодного разу не був навіть попереджений за грубу гру.
Як гравець насамперед відомий виступами за клуби «Лідс Юнайтед» та «Ювентус», а також національну збірну Уельсу.
Триразовий чемпіон Італії. Дворазовий володар Кубка Італії. Дворазовий володар Кубка Уельсу.

## Клубна та тренерська кар'єра
У дорослому футболі дебютував 1948 року виступами за команду клубу «Лідс Юнайтед», в якій провів дев'ять сезонів, взявши участь у 297 матчах чемпіонату. Більшість часу, проведеного у складі «Лідс Юнайтед», був основним гравцем атакувальної ланки команди. У складі «Лідс Юнайтед» був одним з головних бомбардирів команди, маючи середню результативність на рівні 0,51 голу за гру першості.
Своєю грою за цю команду привернув увагу представників тренерського штабу «Ювентуса», до складу якого приєднався у 1957 році. Трансфер гравця обійшовся туринському клубу в 65 тисяч фунтів, що на той момент стало рекордною сумою, сплаченою за перехід футболіста. Відіграв за «стару синьйору» наступні п'ять сезонів своєї ігрової кар'єри. Граючи у складі «Ювентуса» також здебільшого виходив на поле в основному складі команди, утворював разом з партнерами по нападу Омаром Сіворі та Джамп'єро Боніперті т.зв. «Магічне тріо» (італ. Trio Magico). В італійському клубі Чарльз був серед найкращих голеодорів, відзначаючись забитим голом в середньому майже двічі за кожні три гри чемпіонату. За цей час тричі виборював титул чемпіона Італії, ставав володарем Кубка Італії (двічі).
Згодом з 1962 по 1963 рік грав у складі команд клубів «Лідс Юнайтед» та «Рома».
За команду «Кардіфф Сіті» виступав протягом 1963—1966 років.
Розпочав тренерську кар'єру у 1966 року, як граючий тренер клубу «Герефорд Юнайтед».
Завершив кар'єру гравця у клубі «Мертір-Тідвіл», команду якого Джон Чарльз очолював як граючий тренер до 1974 року.
Пізніше працював у канадському клубі «Гамільтон Стілерз» спочатку на посаді технічного директора, а в 1987 році був головним тренером команди.

## Виступи за збірну
У 1950 році дебютував в офіційних матчах у складі національної збірної Уельсу. Протягом кар'єри у національній команді, яка тривала 16 років, провів у формі головної команди країни лише 38 матчів, забивши 15 голів. У складі збірної був учасником чемпіонату світу 1958 року у Швеції, допоки єдиного великого міжнародного турніру в історії збірної Уельсу.

## Статистика виступів

### Статистика клубних виступів
Матчі Джона Чарльза за «Ювентус»:
| Сезон               | Команда             | Чемпіонат           | Чемпіонат | Чемпіонат | Національний кубок | Національний кубок | Національний кубок | Континентальні кубки | Континентальні кубки | Континентальні кубки | Інші змагання | Інші змагання | Інші змагання | Усього | Усього |
| Сезон               | Команда             | Ліга                | Ігор      | Голів     | Ліга               | Ігор               | Голів              | Ліга                 | Ігор                 | Голів                | Ліга          | Ігор          | Голів         | Ігор   | Голів  |
| ------------------- | ------------------- | ------------------- | --------- | --------- | ------------------ | ------------------ | ------------------ | -------------------- | -------------------- | -------------------- | ------------- | ------------- | ------------- | ------ | ------ |
| 1957-58             | «Ювентус»           | A                   | 34        | 28        | КІ                 | 4                  | 1                  | —                    | —                    | —                    | —             | —             | —             | 38     | 29     |
| 1958-59             | «Ювентус»           | A                   | 29        | 19        | КІ                 | 4                  | 5                  | КЧ                   | 2                    | 0                    | —             | —             | —             | 35     | 24     |
| 1959-60             | «Ювентус»           | A                   | 34        | 23        | КІ                 | 3                  | 3                  | —                    | —                    | —                    | —             | —             | —             | 37     | 26     |
| 1960-61             | «Ювентус»           | A                   | 32        | 15        | КІ                 | 3                  | 1                  | КЧ                   | 2                    | 0                    | —             | —             | —             | 37     | 16     |
| 1961-62             | «Ювентус»           | A                   | 21        | 8         | КІ                 | 4                  | 2                  | КЧ+КМ                | 6+4                  | 0+0                  | —             | —             | —             | 35     | 10     |
| Усього за «Ювентус» | Усього за «Ювентус» | Усього за «Ювентус» | 150       | 93        |                    | 18                 | 12                 |                      | 10+4                 | 0+0                  |               | —             | —             | 182    | 105    |

### Статистика виступів за збірну
| Дата       | Місто          | Господарі         | Результат | Гості             | Турнір                             | Голи | Примітки |
| ---------- | -------------- | ----------------- | --------- | ----------------- | ---------------------------------- | ---- | -------- |
| 08/03/1950 | Рексем         | Уельс             | 0 – 0     | Північна Ірландія | Відбір до ЧС 1950                  | -    |          |
| 16/05/1951 | Рексем         | Уельс             | 3 – 2     | Швейцарія         | товариський матч                   | -    |          |
| 15/04/1953 | Белфаст        | Північна Ірландія | 2 – 3     | Уельс             | Чемпіонат Великої Британії         | 2    |          |
| 14/05/1953 | Коломб         | Франція           | 6 – 1     | Уельс             | товариський матч                   | -    |          |
| 21/05/1953 | Белград        | Югославія         | 5 – 2     | Уельс             | товариський матч                   | -    |          |
| 10/10/1953 | Кардіфф        | Уельс             | 1 – 4     | Англія            | Відбір до ЧС 1954                  | -    |          |
| 04/11/1953 | Глазго         | Шотландія         | 3 – 3     | Уельс             | Відбір до ЧС 1954                  | 2    |          |
| 31/03/1954 | Рексем         | Уельс             | 1 – 2     | Північна Ірландія | Відбір до ЧС 1954                  | 1    |          |
| 09/05/1954 | Відень         | Австрія           | 2 – 0     | Уельс             | товариський матч                   | -    |          |
| 22/09/1954 | Кардіфф        | Уельс             | 1 – 3     | Югославія         | товариський матч                   | -    |          |
| 16/10/1954 | Кардіфф        | Уельс             | 0 – 1     | Шотландія         | Чемпіонат Великої Британії         | -    |          |
| 10/11/1954 | Лондон         | Англія            | 3 – 2     | Уельс             | Чемпіонат Великої Британії         | 2    |          |
| 20/04/1955 | Белфаст        | Північна Ірландія | 2 – 3     | Уельс             | Чемпіонат Великої Британії         | 3    |          |
| 22/10/1955 | Кардіфф        | Уельс             | 2 – 1     | Англія            | Чемпіонат Великої Британії         | -    |          |
| 09/11/1955 | Глазго         | Шотландія         | 2 – 0     | Уельс             | Чемпіонат Великої Британії         | -    |          |
| 23/11/1955 | Рексем         | Уельс             | 1 – 2     | Австрія           | товариський матч                   | -    |          |
| 11/04/1956 | Кардіфф        | Уельс             | 1 – 1     | Північна Ірландія | Чемпіонат Великої Британії         | -    |          |
| 20/10/1956 | Кардіфф        | Уельс             | 2 – 2     | Шотландія         | Чемпіонат Великої Британії         | -    |          |
| 14/11/1956 | Лондон         | Англія            | 3 – 1     | Уельс             | Чемпіонат Великої Британії         | 1    |          |
| 10/04/1957 | Белфаст        | Північна Ірландія | 0 – 0     | Уельс             | Чемпіонат Великої Британії         | -    |          |
| 01/05/1957 | Кардіфф        | Уельс             | 1 – 0     | Чехія             | Відбір до ЧС 1958                  | -    |          |
| 19/05/1957 | Лейпциг        | НДР               | 2 – 1     | Уельс             | Відбір до ЧС 1958                  | -    |          |
| 26/05/1957 | Прага          | Чехія             | 2 – 0     | Уельс             | Відбір до ЧС 1958                  | -    |          |
| 15/01/1958 | Рамат-Ган      | Ізраїль           | 0 – 2     | Уельс             | Відбір до ЧС 1958                  | -    |          |
| 05/02/1958 | Кардіфф        | Уельс             | 2 – 0     | Ізраїль           | Відбір до ЧС 1958                  | -    |          |
| 08/06/1958 | Сандвікен      | Угорщина          | 1 – 1     | Уельс             | ЧС 1958 - 1-й етап                 | 1    |          |
| 11/06/1958 | Стокгольм      | Уельс             | 1 – 1     | Мексика           | ЧС 1958 - 1-й етап                 | -    |          |
| 15/06/1958 | Стокгольм      | Швеція            | 0 – 0     | Уельс             | ЧС 1958 - 1-й етап                 | -    |          |
| 17/06/1958 | Стокгольм      | Угорщина          | 1 – 2     | Уельс             | ЧС 1958 - 1-й етап (додаткова гра) | -    |          |
| 04/11/1959 | Глазго         | Шотландія         | 1 – 1     | Уельс             | Чемпіонат Великої Британії         | 1    |          |
| 14/10/1961 | Кардіфф        | Уельс             | 1 – 1     | Англія            | Чемпіонат Великої Британії         | -    |          |
| 12/05/1962 | Ріо-де-Жанейро | Бразилія          | 3 – 1     | Уельс             | товариський матч                   | -    |          |
| 16/05/1962 | Сан-Паулу      | Бразилія          | 3 – 1     | Уельс             | товариський матч                   | -    |          |
| 22/05/1962 | Мехіко         | Мексика           | 2 – 1     | Уельс             | товариський матч                   | 1    |          |
| 20/10/1962 | Кардіфф        | Уельс             | 2 – 3     | Шотландія         | Чемпіонат Великої Британії         | 1    |          |
| 20/11/1963 | Глазго         | Шотландія         | 2 – 1     | Уельс             | Чемпіонат Великої Британії         | -    |          |
| 03/10/1964 | Кардіфф        | Уельс             | 3 – 2     | Шотландія         | Чемпіонат Великої Британії         | -    |          |
| 30/05/1965 | Москва         | СРСР              | 2 – 1     | Уельс             | Відбір до ЧС 1966                  | -    |          |
| Усього     |                | Матчів            | 38        |                   | Голів                              | 15   |          |

## Титули і досягнення

### Командні
- Чемпіон Італії (3):

«Ювентус»: 1957-58, 1959-60, 1960-61
- Володар Кубка Італії (2):

«Ювентус»: 1958-59, 1959-60
- Володар Кубка Уельсу (2): 1963-64, 1964-65

### Особисті
- Кавалер Ордену Британської Імперії
- Найкращий бомбардир Чемпіонату Італії:1957-58 (28)
- Член Залу слави англійського футболу (2002).
- Лауреат Ювілейної нагороди УЄФА